# Escadron de chasse 3/20 Oranie

L'escadron de chasse 3/20 Oranie est une ancienne unité de chasse de l'armée de l'air française ayant connu une existence relativement brève, entre le 25 juillet 1960 et le 1er février 1964.

Pendant toute son existence, l'escadron a été basé en Algérie. Il a participé aux opérations de la Guerre d'Algérie.

## Historique
L'escadron a été créé à Boufarik le 25 juillet 1960 au sein de la 20e escadre de chasse. Il reprend les traditions du défunt 1/6 Oranie de la 6e escadre de chasse.

## Escadrilles
- SPA 12 Cigogne
- SPA 96 Le Gaulois

## Bases
- BA142 Boufarik (1960 à 1963)
- BA 141 Oran (14 novembre 1963 au 1er février 1964)

## Appareils
- Douglas AD-4N Skyraider